# Upazila

488 Upazilas von Bangladesch (2013) als Untereinheiten der 64 Distrikte (begrenzt durch blaue Linien)

Eine Upazila (bengalisch উপজেলা, „Subdistrikt“), früher und teilweise auch heute noch Thana (bengalisch থানা) genannt, ist eine Verwaltungseinheit in Bangladesch unterhalb der Ebene der Distrikte.

## Gliederung
Die 64 Distrikte des Landes sind in 491 Upazilas (Stand: 9. Januar 2017) unterteilt. Durchschnittlich entfallen auf einen Distrikt also 7 bis 8 Upazilas. Eine vergleichbare Verwaltungsebene in Deutschland ist der Landkreis. Unterhalb der Ebene der Upazilas/Thanas gibt es die insgesamt 4550 (Stand: vor Mai 2016) Union Parishads (UPs), oder einfach Unions („Unionsräte“, dörfliche Verwaltungseinheiten).

## Bezeichnung
Der Begriff Thana bezeichnet im heutigen Sprachgebrauch eine Polizeistation oder einen Polizeibezirk. Ursprünglich war Thana zugleich der Name der entsprechenden Verwaltungseinheit. Ab dem Jahr 1982 wurden für Verwaltungszwecke die ersten Upazilas eingerichtet, 1999 wurden alle verbleibenden ländlichen Thanas in Upazilas umgewandelt. Lediglich in einigen großen Städten (Chittagong, Khulna und Rajshahi) wird für bestimmte Verwaltungseinheiten weiter der Begriff Thana verwendet.